# 太空人 (專輯)
《太空人》 是台灣歌手吳青峰的個人首張錄音室專輯，由吳青峰及徐千秀共同擔任製作人，於2019年9月6日正式發行，專輯共收錄12首歌曲。專輯的整體製作依循「溝通／無法溝通」的核心概念發展而成，從歌詞內容、音樂、裝幀視覺、MV、行銷宣傳到後續的演唱會，都有緊密呼應。吳青峰曾表示「這是一張逞一己私慾的專輯」。《太空人》在發行前即有7萬張的預購量；正式發行後，接連在台灣各大專輯銷售排行榜取得年度冠軍的銷售成績。

## 創作背景
《太空人》是吳青峰在所屬樂團蘇打綠休團期間所發行的首張個人專輯。在2016至2017年的休息期間，吳青峰刻意停止創作，直到2018年初才重新動筆寫歌，並開始學習編曲。吳青峰一面回頭整理舊作一面寫新歌，發現有幾首舊作的概念有互通之處，於是逐漸發展出整張概念專輯的圖像。《太空人》一共收錄12首歌曲，其中6首是近期作品，最早的歌曲最早可以追朔至2002年，收錄作品皆源自吳青峰的生命經歷，多數是出於對人性陰暗面的理解而寫下。

## 專輯製作

### 概念與編排構想
專輯的敘事背景是「太空人的腦內幻境」，吳青峰曾表示：「我心中的專輯主角形象是一個躺在病床上看似無意識的人，沒有人知道癱瘓的他腦裡到底有沒有另一個世界，知不知道自己沒有醒來。」歌曲主題涉及溝通與回音、意識與記憶、自我與他人、夢境與清醒、正常與瘋狂、虛幻與現實等多組對比。十二首歌一如內容前後呼應的十二個章節。每首歌各自是獨立的作品，連結起來又自成一個完整精密的敘事。

### 專輯視覺與設計概念
吳青峰在歌詞中大量討論了似是而非、模稜兩可、對照跟對話等概念，設計師將這些概念轉化在裝幀安排上，比如在CD本體的對稱位置，也印刷了CD的圖案。歌詞本的排版設計，則是須橫跨左右兩頁才能閱讀，暗示觀者得在反覆對照中才能摸索出真假是非。專輯的攝影由馬來西亞攝影師鍾靈與造型師 Yii Ooi 聯手操刀，透過具有劇場性的畫面，呈現歌手時而瘋狂詭譎、時而孩子氣的面向。

### 歌曲製作
《太空人》收錄作品之編曲元素，涵蓋了電子、迷幻、劇場、世界音乐、搖滾、民謠、後搖滾、前衛、古典樂、R&B、嘻哈音樂等音樂類型。〈巴別塔慶典〉歌詞引用聖經巴別塔的典故討論語言的紛擾，以幽默口吻諷刺人與人之間的溝通誤差。專輯的同名單曲〈太空人〉，歌詞描述了「看似平凡日常，在某些人心中卻顯得格外不凡」的情緒，主題源自歌手過去的一段曖昧之情。編曲以簡單的吉他和弦為基礎，呈現日常的質地。 吳青峰曾自述， 是他至今寫過最喜歡的歌詞。
在〈傷風〉中，歌詞討論「當人們彼此傷害已然成為風氣」的現象。「傷風」一詞既是感冒的別稱，亦可理解為傳染病「破傷風」、常用四字詞「傷風敗俗」的略語。吳以此比擬：對傷害風氣已然習以為常的人們，如同染上一種心靈與思想的傳染病。〈失憶鎮〉以第一人稱視角和魔幻寫實的筆觸，描寫陷入失憶、凌亂瘋狂、囈語喃喃的意識狀態。混音處理上，多軌疊錄的人聲時而近在耳邊時而在遠處飄忽，以此營造空間與時間隔離且錯置的印象。聽者如同置身失憶主角腦內的廢棄城鎮，殘留的記憶宛如幽魂，在廢墟中四處徘徊遊蕩。〈線的記憶〉的歌詞，是吳青峰刻意停止創作一年多後，重新提筆的第一個作品。歌詞援用几何学中「線」的相關概念和用語，描述人類從孤立存在，到逐漸與他人建立聯繫的情狀。
〈Outsider〉整首歌曲長度約10分半，為「瘋子自傳」的最終章，由蘇打綠吉他手劉家凱作曲。製作人徐千秀編曲時，在歌曲結尾額外加上了一段長達 4 分鐘、帶有後搖滾意味的純樂器演奏。吳青峰聽後又因此產生靈感、加寫了一段的口白與之搭配，也作為整張專輯的註腳。〈回音收集員〉整體配器只用鼓、馬林巴木琴和層層疊錄的人聲構成，是華語流行音樂中少數單以節奏樂器帶動的作品。人聲在左右聲道遞移、交錯出現，模擬回音環伺的聽感。歌詞中的用字組成摘取自其他十一首歌；從整個作品編排架構來看，若〈譯夢機〉是專輯的「序章」，〈回音收集員〉則如同專輯的「目錄」。歌曲闡述：每一個人的「此刻」，都從過往的無數回音交織並累積而成；而「回音」就是來自家庭、學校、社會、歷史的種種話語、暗示和訊息。吳青峰曾表示，這也能用來描述他對創作的看法，亦即沒有任何創作是百分之百的自我發明。

## 專業評價
《太空人》普遍獲得正面的評價。截至2020年8月12日，《太空人》在豆瓣音乐分別上根據2016人與9908人的评价獲得了8.1顆星及8.0顆星的評價。
Hit FM聯播網的主持人Momoko給予專輯好評，表示從《太空人》中可以看到不一樣的吳青峰，除了能夠享受不同類型的音樂，還能感受青峰多樣的嗓音。《新京报》稱讚專輯講究細節且擁有很高的完成度，完整豐富的內容無疑給觀眾帶來很好的體驗。

## 曲目
| 曲序     | 曲目                                | 编曲           | 时长  |
| -------- | ----------------------------------- | -------------- | ----- |
| 1.       | 譯夢機（Dream Translator）          | 吳青峰         | 7:23  |
| 2.       | 回音收集員（The Echo Collector）    | 吳青峰         | 3:48  |
| 3.       | 巴別塔慶典（The Carnival in Babel） | 吳青峰、徐千秀 | 3:29  |
| 4.       | 太空人（Spaceman）                  | 吳青峰         | 5:18  |
| 5.       | 傷風（Influenza）                   | 吳青峰         | 3:55  |
| 6.       | 失憶鎮（The Forgotten Town）        | 吳青峰         | 3:51  |
| 7.       | 太空（Space）                       | 吳青峰         | 3:46  |
| 8.       | 水仙花之死（Death of Narcissus）    | 寗子達         | 3:47  |
| 9.       | 男孩莊周（Boy Zhuangzi）            | 吳青峰         | 3:26  |
| 10.      | 太空船（Spaceship）                 | 吳青峰         | 3:06  |
| 11.      | 線的記憶（Story~lines）             | 劉家凱         | 4:02  |
| 12.      | Outsider                            | 劉家凱、徐千秀 | 10:18 |
| 总时长： | 总时长：                            | 总时长：       | 56:09 |

## 製作團隊
樂手

| - 吳青峰 － 演唱（全碟）、電鋼琴（曲目1）、鋼琴（曲目4、9至10）、合成器（曲目5至6、9至10）、合聲（曲目1至2、4至6、8至10） - 徐千秀 － 打字（曲目1）、吉他（曲目3、12）、電吉他（曲目6）、合成器（曲目12） - 單為明 － 拍手（曲目5） - 劉胡軼 － 鋼琴（曲目7） - Padget Nanton III － 鼓（曲目2、4至6、9至10、12）、嘿（曲目3）、拍手（曲目5） - 林玟睿 － 馬林巴木琴（曲目2） - 金木義則 － 低音提琴（曲目3） - 李守信 － 鼓（曲目3）、打擊樂器（曲目3） | - 蘇玠亘 － 合成器（曲目3、5至6、9至10） - 鄧世偉 － 長號（曲目3）、低音號（曲目3） - 國際首席愛樂樂團 － 弦樂（曲目3至4、9） - 寗子達 － 貝斯（曲目4至6、8至12）、拍手（曲目5） - 鍾承洋 － 吉他（曲目4）、木吉他（曲目6） - 劉家凱 － 吉他（曲目11至12）、合成器（曲目12） - 林柏光 － 合成器（曲目11） - 陸伊潔 － 中提琴（曲目11） |

製作
| - 吳青峰 － 作詞（全碟）、作曲（曲目1至10）、製作（全碟）、編曲（曲目1至7、9至10）、合聲編寫（曲目1至2、4至6、8至10）、錄音（曲目1、4至11）、弦樂編曲（曲目4、9） - 徐千秀 － 製作（曲目2至12）、編曲（曲目3、12）、 - 單為明 － 人聲編輯（全碟）、樂器錄音（曲目2至6、8至10、12）、弦樂錄音（曲目11）、混音（曲目8、10、12） - 黃文萱 － 混音（曲目1、2、7、11） - Randy Merrill － 母帶（曲目1至2、4至12） - 劉胡軼 － 配唱製作（曲目2、9至12）、弦樂監督（曲目3至4、9） - 倪涵文 － 人聲錄音（曲目2至3、9至12） - 金木義則 － 管弦樂編曲（曲目3） - 李朋 － 弦樂監督（曲目3至4、9） - 江松松 － 錄音（曲目3至4、9） - 吳育彰 － 製作協力（曲目3） - 張育維 － 製作協力（曲目3） - 樊乃綱 － 混音（曲目3） - 孫仲舒 － 母帶（曲目3） | - 寗子達 － 編曲（曲目8） - 羅恩妮 － 譜務（曲目4、9） - 柯宗佑 － 混音（曲目4至5、9） - 黃中平 － 導演（曲目6） - 陳文駿 － 混音（曲目6） - 林尚伯 － 鋼琴錄音（曲目7） - 劉家凱 － 作曲（曲目11至12）、編曲（曲目11至12） - Justin Andijanto － 吉他錄音（曲目11） - Patrick Yip － 吉他錄音（曲目11） - 錄音室 － 青Home（曲目1、4至11）、Lights Up Studio（曲目2至6、8至12）、55 TEC（曲目2至3、9至12）、北京唱片廠（曲目3至4、9）、杰林錄音室（曲目7）、Studio A（曲目11） - 混音 － Lights Up Studio（曲目8、10、12）、Purring Sound Studio（曲目1至2、7、11）、有禾錄音室（曲目3）、菲蒂蔻娜錄音室（曲目4至5、9）、強力錄音室（曲目6） - 母帶 － Sterling Sound（曲目1至2、4至12）、饅頭音樂工作室（曲目3） |

《備忘記》
| - 吳青峰 － 作者 - 江民仕 － 攝影 | - 賈茜茹 － 插畫 - 謝富琇 － 設計 |

## 音樂錄影帶
本張專輯的每首歌曲都有拍攝 MV，並以「太空人影展計畫」的形式在 Youtube 上釋出。 MV 的整體規劃製作，延續了《太空人》專輯在概念和形式上的緊密結構，12 支 MV 的影像內容皆能相互呼應和串連。若按專輯歌序排列，每支 MV 結尾出現的意象或物件，皆是下一支 MV 作品的開場，12 支作品串接在一起便可構成循環，如同專輯首尾呼應的歌曲編排。
| 歌名       | 導演                   | 首播日期       | 附註 |
| ---------- | ---------------------- | -------------- | --- |
| 巴別塔慶典 | Wonmo Seong (DIGIPEDI) | 2019年7月10日  | |
| 太空       | 洪詩婷                 | 2019年8月10日  | |
| 太空人     | 陳奕仁                 | 2019年9月13日  | 張鈞甯與林柏宏共同演出。 |
| 線的記憶   | 陳映之                 | 2019年10月18日 | |
| 失憶鎮     | 黃中平                 | 2019年11月1日  | 導演使用MOCO技術（Motion Control 動態線性控制），全實景拍攝。 |
| 太空船     | 川村真司               | 2020年1月18日  | 與日籍導演川村真司和動物畫家阿部弘士合作。 |
| 譯夢機     | 涂皓欽                 | 2020年4月1日   | |
| 回音收集員 | 涂皓欽                 | 2020年4月1日   | |
| 水仙花之死 | 談宗藩                 | 2020年4月15日  | 由陳珊妮擔任造型總監。 |
| 男孩莊周   | 談宗藩                 | 2020年4月15日  | 共同創作募集計畫。運用Instagram濾鏡向樂迷募集影片素材、與樂迷共同創作 MV 內容。總共收到近八萬支影片。 |
| 傷風       | 翁子光                 | 2020年5月15日  | 吳可熙特別演出。 |
| Outsider   | 陳映之                 | 2020年5月15日  | - 劉家凱、林柏宏、張鈞甯、劉修甫特別演出 - 採用紅外線攝影手法，營造深海的無光線感、呈現虛幻裡更深層的黑暗。 - 現場拍攝的魚形雕塑由藝術家李育昇製作。 - 最後一首在 〈Outsider〉裡面有前面十一支MV畫面和在 〈Outsider〉 有彩蛋解密的到了現實「瘋了自轉」才是夢這就是十一支MV畫面完成的翻轉的片段。 |

## 發行版本
| 地區 | 發行日期      | 發行形式                      | 唱片公司 | 產品編號 |
| ---- | ------------- | ----------------------------- | -------- | -------- |
| 台灣 | 2019年9月6日  | 預購版（CD+文字書〈備忘記〉） | 環球音樂 | 0812007  |
| 台灣 | 2019年9月6日  | 正式版（CD）                  | 環球音樂 | 0812008  |
| 台灣 | 2019年9月6日  | 數位                          | 環球音樂 | 不適用   |
| 台灣 | 2020年5月15日 | 黑膠唱片                      | 環球音樂 | 0829160  |

## 銷售排行
亦可參見維基條目「臺灣最暢銷專輯列表」之「2019年各大唱片銷售通路年度排行」小節
| 排行榜名稱                 | 日期         | 銷售成績 | 備註 |
| -------------------------- | ------------ | -------- | --- |
| 五大年度華語金榜           | 2019 年度    | #1       | 《太空人》預購版 （註： 專輯上市首周，於五大唱片之銷售佔有 率為 88%，為五大唱片自 2004 年以來的最高 紀錄。） |
| 佳佳唱片 年度銷售排行榜    | 2019 年度    | #1       | 《太空人》預購版                                                                                             |
| 光南 年度熱銷 華語排行榜   | 2019 年度    | #5       | 《太空人》（註：未分版次）                                                                                   |
| 博客來 每月暢銷排行        | 2019 年度    | #1       | 《太空人》預購版                                                                                             |
| 博客來 每月暢銷排行        | 2019 年度    | #3       | 《太空人》正式版 （註：2019/10 至 2020/3 始終保持在前 30 名內）                                              |
| 博客來 每月暢銷排行        | 2019 年度    | #1       | 《太空人》（註：未分版次）                                                                                   |
| 博客來 每月暢銷排行        | 2019 年 5 月 | #5       | 《太空人》2LPs 黑膠經典盤                                                                                    |
| 誠品音樂 年度推薦榜 TOP100 | 2019 年度    | #1       | 《太空人》（註：未分版次）                                                                                   |

| 週榜單（2019年）      | 峰值 | 來源   |
| --------------------- | ---- | ------ |
| 台灣華語榜（5大金榜） | 1    | [ 29 ] |

## 獎項紀錄
| 年份 | 獎項名稱                          | 提名獎項                                           | 提名作品       | 頒獎結果 |
| ---- | --------------------------------- | -------------------------------------------------- | -------------- | -------- |
| 2019 | Hit FM                            | Hit Fm年度十大專輯                                 | 《太空人》     | 獲獎     |
| 2019 | QQ 音樂風雲榜年終榜單             | 十大華語專輯                                       | 《太空人》     | 獲獎     |
| 2020 | HITO流行音樂獎頒獎典禮            | hito 年度十大華語歌曲                              | 〈太空人〉     | 獲獎     |
| 2020 | HITO流行音樂獎頒獎典禮            | hito 編曲人                                        | 〈男孩莊周〉   | 獲獎     |
| 2020 | HITO流行音樂獎頒獎典禮            | Hit Fm 年度推崇歌手                                | 《太空人》     | 獲獎     |
| 2020 | HITO流行音樂獎頒獎典禮            | hito 男歌手                                        | 《太空人》     | 獲獎     |
| 2020 | 第 31 屆金曲獎                    | 最佳年度專輯獎                                     | 《太空人》     | 提名     |
| 2020 | 第 31 屆金曲獎                    | 最佳國語專輯獎                                     | 《太空人》     | 提名     |
| 2020 | 第 31 屆金曲獎                    | 最佳國語男歌手獎                                   | 《太空人》     | 獲獎     |
| 2020 | 第 31 屆金曲獎                    | 最佳作曲人獎                                       | 〈太空人〉     | 提名     |
| 2020 | 新加坡 第 13 屆 Freshmusic Awards | 最佳男演唱人                                       | 《太空人》     | 獲獎     |
| 2020 | 新加坡 第 13 屆 Freshmusic Awards | 年度十大專輯                                       | 《太空人》     | 獲獎     |
| 2020 | 新加坡 第 13 屆 Freshmusic Awards | 年度十大單曲                                       | 〈水仙花之死〉 | 獲獎     |
| 2020 | 美國 The Telly Awards 2020        | Television General-Music Video / Gold Telly Winner | 〈太空人〉MV   | 獲獎     |
| 2020 | 美國 The Telly Awards 2020        | Television Craft-Directing / Gold Telly Winner     | 〈太空人〉MV   | 獲獎     |

## 巡迴演出
請參照主條目：吳青峰 「演唱會」小節

## 外部連結
- YouTube上的太空人 Spaceman